# Маюри (фильм)
«Ма́юри» (телугу మయూరి, англ. Mayuri) — индийский фильм-мелодрама 1984 года режиссёра Сингитама Шриниваса Рао, снятый в оригинале на языке телугу.
Основан на реальных событиях из жизни танцовщицы и киноактрисы Судхи Чандран, которая и исполнила главную роль. Был дублирован на тамильский язык и переснят на хинди (в 1986 году) под названием Naache Mayuri. В 1985 году представлен на Индийском международном кинофестивале.
Фильм демонстрировался в кинотеатрах СССР, был профессионально переведён и дублирован на русский язык в 1988 году.

## Сюжет
Студентка колледжа по имени Маюри с детства мечтала обучаться индийским классическим танцам. Однако танцы считаются в её семье проклятием. Дедушка Маюри умер в день танцевального дебюта его дочери, а мать погибла в пожаре во время своего второго выступления. Несмотря на протесты мачехи, тайно от родственников Маюри начинает брать уроки танцевального искусства бхаратанатьям, кучипуди и индийской классической музыки. Гуру (учитель, педагог) поощряет её успехи, и она начинает профессионально выступать.
Маюри знакомится с молодым человеком по имени Мохан, влюбляется и готовится к свадьбе. Но во время одной из поездок она попадает в автокатастрофу, в результате чего ей ампутируют ногу. Здоровье Мохана, который был за рулём автомобиля, не пострадало. Узнав о несчастье, случившемся с невестой, он отменяет свадьбу.
Маюри вынуждена забыть о танцах и учиться ходить на костылях. Не в силах оставаться в семье, где к ней относятся как к обузе, подавленная горем после предательства жениха, Маюри переезжает в другой город. Во время одной из прогулок по парку она знакомится с человеком на протезе, двигающимся легко и свободно. К девушке возвращается надежда снова танцевать. Врач предупреждает Маюри, что в практике их клиники пока ещё не было случаев, чтобы пациенты могли танцевать на протезе.
Благодаря силе воли и любви к искусству, она снова начинает заниматься танцами и возвращается на сцену. На одном из выступлений Маюри видит бывший жених, извиняется перед ней и предлагает ей выйти за него замуж, но девушка прогоняет его. Отец приезжает увидеться с Маюри, они решают свои прежние разногласия, и он благословляет дочь. Маюри посвящает свою жизнь любимой профессии, которая является для неё смыслом жизни.

## В ролях
| Актёр          | Роль               |
| -------------- | ------------------ |
| Судха Чандран  | Маюри              |
| Субхакар       | Мохан, жених Маюри |
| П. Л. Нарайана | отец Маюри         |
| Виджая         | мачеха Маюри       |
| Нирмала        | бабушка Маюри      |
| С. Р. Раджу    |                    |
| К. К. Сарма    | доктор             |
| Вирабхадра Рао |                    |
| Чакри Толети   | брат Маюри         |
| Мукку Раджу    |                    |

## Награды
- Специальный приз жюри Национальной кинопремии Индии[англ.] — Судха Чандран[англ.][1] (1986)
- Filmfare Award за лучшую режиссуру в фильме на телугу[англ.] — Сингитам Шриниваса Рао[2]
- Nandi Award за лучший художественный фильм[англ.][3]
- Nandi Award за лучшую режиссуру[англ.] — Сингитам Шриниваса Рао
- Nandi Award за лучшую женскую роль второго плана[англ.] — Нирмала[англ.][4][5]
- Nandi Award за лучшую музыку к фильму[англ.] — С. П. Баласубрахманьям[3][6][7]
- Nandi Award за лучший мужской закадровый вокал[англ.] — С. П. Баласубрахманьям[3][7]
- Nandi Award за лучшую хореографию — Сешу
- Nandi Award за лучший сюжет — Usha Kiran Movies
- Nandi Award за лучший сценарий — Сингитам Шриниваса Рао
- Nandi Award за лучшую операторскую работу — Анумолу Шрихари (А. Хари)
- Nandi Award за лучшую работу художника-постановщика — Бхаскар
- Nandi Award за лучший монтаж — Гаутам Раджу
- Nandi Award за лучший звук — Арун Бос[8]
- Специальная премию жюри Nandi Awards — Судха Чандран и П. Л. Нарайана